# Nitte (lod)
 For alternative betydninger, se Nitte. (Se også artikler, som begynder med Nitte)
En nitte (fra nederlandsk: niet, "ikke", "nej", hvilket her substantieres til "intet") er et lod eller nummer i et lotteri uden gevinst, men bruges også i overført betydning om hændelser under påvirkning af non-determinerede faktorer, der ikke medførte eller vil medføre ønsket udfald.
Udtrykket 'han/hun trak trak en nitte' eller 'det var en nitte' kan derfor eksempelvis benyttes om en person der endte op med en dårlig partner eller om en chef der fik ansat en dårlig medarbejder.
Bemærk, at 'non-determinerede faktorer' indeholder et element af tilfældighed eller, mere generelt udtrykt, et element af forhold man ikke har fuld kontrol over eller fuldt ud forstår, da et udfald sagtens kan være fuldstændigt determineret af faktorer uden for ens kontrol uden at være tilfældigt. Et godt eksempel herpå er en tung metalkugle der rammer jorden efter med vilje at være blevet sat i frit fald fra toppen af et tårn. Udfaldet at metalkuglen rammer jorden efter sit frie fald er determineret af tyngdekraften og indeholder derfor intet element af tilfældighed, men tyngdekraften må stadig betegnes som en faktor uden for ens kontrol, selvom den er godt forstået.
Anderledes forholder det sig f.eks. i et partnerforhold mellem to mennesker hvor udfaldet på et givent område, f.eks. om en fælles ferie efterfølgende opleves af begge som god, kan være influeret af en lang række faktorer som ingen af de to partnere typisk har fuld kontrol over og fuldt ud forstår. Udtrykkene 'de trak en nitte' eller 'det var en nitte' kan derfor også benyttes om eksempelvis dårlige ferieoplevelser.